# كلخ حرموني
الكَلْخ الحَرْمُونِيّ (نسبة إلى جبل حرمون وهو جبل الشيخ، الواقع في سوريا وفي لبنان) أو الزَّلُّوع أو فرولا حرموني أو انجُذان حرموني أو شِرش الزلوع (الاسم العلمي: Ferula hermonis) نوع نباتي يتبع جنس الكلخ من الفصيلة الخيمية. تستخرج من جذوره مادة صمغية تسمى الزَّلُّوع، تستعمل شعبياً كمنشط جنسي، حيث يتم تقطيع جذور النبتة وينتظر حتى تخرج المادة الصمغية منها.

## الموئل والانتشار
النبات واطن في بلاد الشام وتركيا.